# Pompa di sentina

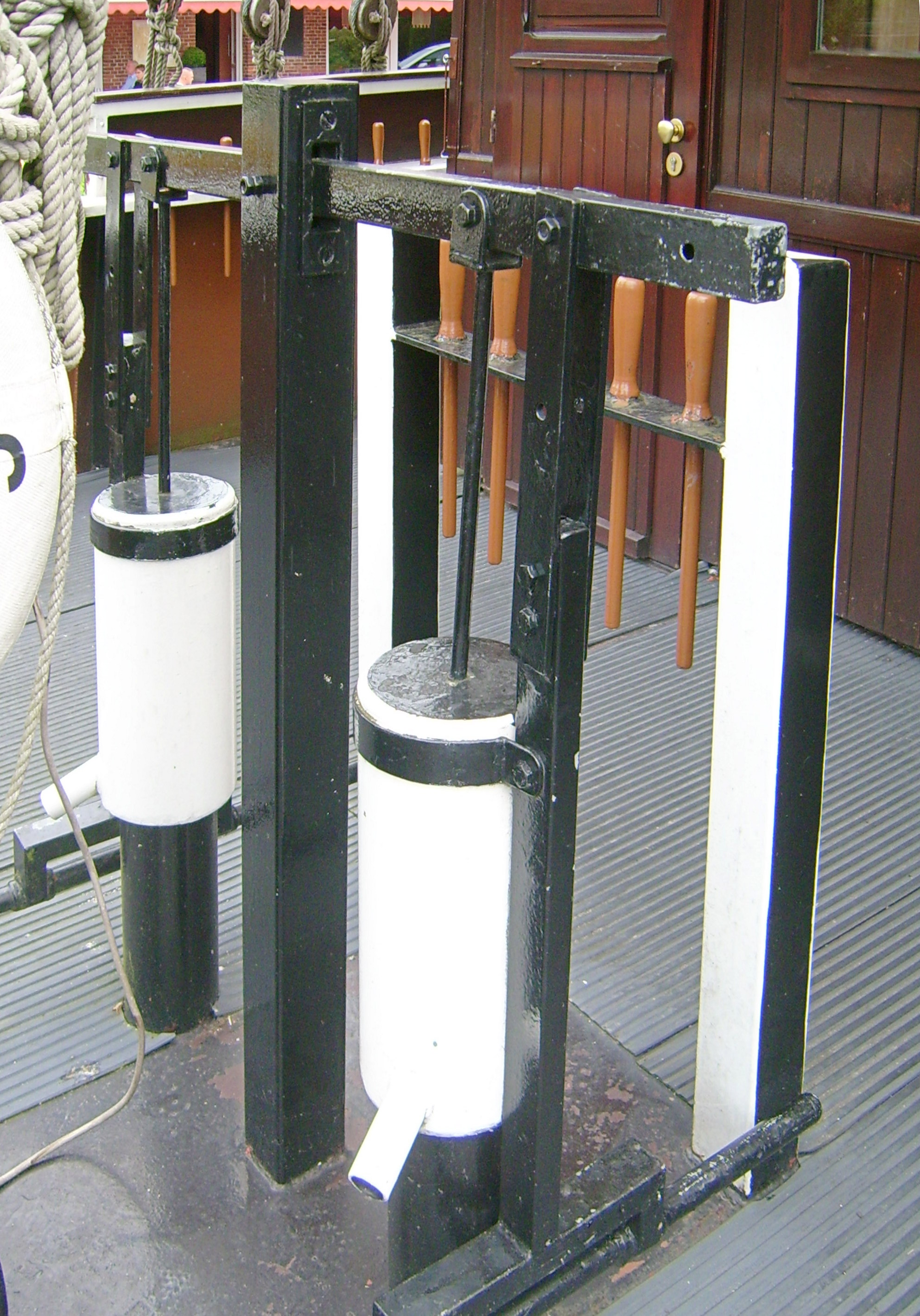
Riproduzione di un'antica pompa di sentina.

La pompa di sentina è una pompa studiata per rimuovere l'acqua dalla sentina di una nave o di un'imbarcazione.
Per ragioni di sicurezza nella sentina vengono spesso installate anche delle pompe di riserva. La pompa di sentina primaria è solitamente localizzata nella parte più bassa della sentina, con unità secondarie posizionate più in alto e che si attivano soltanto in caso di malfunzionamento o sovraccarico della prima.
Moderne pompe di sentina elettriche sono equipaggiate con interruttori a galleggiante che entrano in funzione non appena il livello dell'acqua della sentina raggiunge la soglia di attivazione. Dato che sovente nella sentina si depositano anche dei residui di carburante, i motori delle pompe di sentina elettriche sono realizzati in modo da non produrre scintille.